# Ougeotte

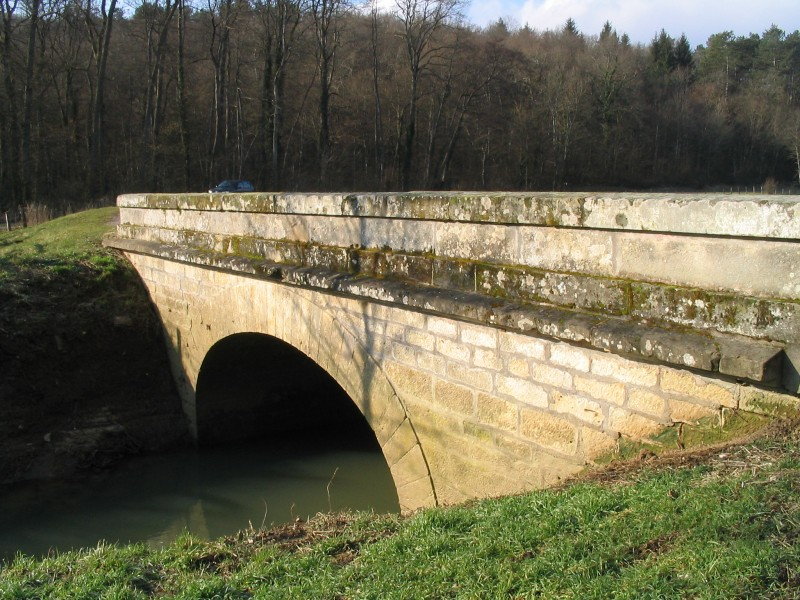
Brug over de Ougeotte in Montigny-lès-Cherlieu

De Ougeotte is een 27,3 kilometer lange zijrivier van de Saône in het Franse departement Haute-Saône. Ze ontspringt in Ouge, waaraan ze haar naam dankt, en stroomt voornamelijk oostwaarts. In Chauvirey-le-Vieil voegt de Gailley zich bij de Ougeotte en verderop de Écrevisses. In Gevigney-et-Mercey vloeit ze in de Saône. 